# Diuretici risparmiatori di potassio

Alcuni diuretici risparmiatori di potassio: triamterene, eplerenone, amiloride, spironolattone e canrenone.

I risparmiatori di potassio sono una classe di diuretici caratterizzata dalla mancata promozione dell'escrezione di potassio nelle urine.
In genere sono farmaci a scarsa attività diuretica, che vengono utilizzati in associazione ad altri diuretici, in particolare i tiazidici, per rimediare alla perdita di potassio causata da questi ultimi.

## Farmaci
Si possono identificare due macro-classi in base al sito d'azione: antagonisti del recettore dell'aldosterone; bloccanti canali del sodio.
Il capostipite dei diuretici risparmiatori di potassio è lo spironolattone, un antagonista del recettore dell'aldosterone e la sua azione porta dunque a un'inibizione del riassorbimento di sodio e a una riduzione della secrezione di K+, H+ e acido urico. La stessa modalità d'azione caratterizza il canrenoato di potassio.
Amiloride e triamterene agiscono invece direttamente al livello di tubuli e dotti collettori, bloccando i canali del sodio e portando a riduzione del riassorbimento del sodio e dell'escrezione di potassio. Aumentano, inoltre, l'escrezione di acido urico.

## Utilizzo
Questi farmaci vengono utilizzati per curare l'iperaldosteronismo primario o secondario (a insufficienza cardiaca, cirrosi, nefrosi) e la perdita di potassio per uso di altri diuretici. Possono emergere situazioni di iperkaliemia o acidosi metabolica ipercloremica.